# SJ Rc sorozat
Az SJ Rc sorozat egy svéd Bo'Bo' tengelyelrendezésű 15 kV, 16,7 Hz AC áramnemű villamosmozdony-sorozat. 1967 és1988 között az ASEA 360 darabot gyártott.

## Változatok
| Modell     | Üzemeltető                        | Gyártásban | Év      | Teljesítmény (kW) | Max sebesség (km/h) |
| ---------- | --------------------------------- | ---------- | ------- | ----------------- | ------------------- |
| SJ Rc1     | Green Cargo                       | 20         | 1967–68 | 3600              | 135                 |
| SJ Rc2     | Green Cargo                       | 100        | 1969–75 | 3600              | 135                 |
| SJ Rc3     | SJ AB és Green Cargo              | 23         | 1970–71 | 3600              | 160                 |
| ÖBB 1043   | Tågab és Banverket és TGOJ        | 9          | 1971–73 | 4000              | 135                 |
| SJ Rc4     | Green Cargo                       | 130        | 1975–82 | 3600              | 135                 |
| SJ Rm      | Green Cargo                       | 6          | 1977    | 3600              | 100                 |
| NSB El 16  | CargoNet                          | 17         | 1977–84 | 4440              | 135                 |
| EMD AEM-7  | Amtrak                            | 65         | 1978–88 | 5200              | 201                 |
| RAI 40-70  | Islamic Republic of Iran Railways | 8          | 198x–?  | 3600              | 100                 |
| SJ Rc5     | Statens Järnvägar                 | 60         | 1982–86 | 3600              | 135                 |
| SJ Rc6     | SJ AB és SSRT                     | 40         | 1982–86 | 3600              | 160                 |
| ABB ALP-44 | NJ Transit, SEPTA                 | 33         | 1989–97 | 4320              | 201                 |
| SJ Rc7     | SJ AB                             | 2          | 2001    | 3600              | 180                 |